# Malcanów (województwo lubelskie)
Malcanów – nieduża wieś sołecka w Polsce położona w województwie lubelskim, w powiecie łukowskim, w gminie Łuków. Leży 5 km na południe od stolicy powiatu.
W latach 1975–1998 miejscowość administracyjnie należała do województwa siedleckiego.
Wieś stanowi sołectwo w gminie Łuków. Według Narodowego Spisu Powszechnego z roku 2011 wieś liczyła 154 mieszkańców.
Wierni Kościoła rzymskokatolickiego – należą do parafii Podwyższenia Krzyża Świętego w Łukowie.

## Położenie fizycznogeograficzne i krajobraz
Pod względem fizycznogeograficznym wieś leży na Równinie Łukowskiej, niedaleko strugi Samicy.
W krajobrazie wsi dominują pola uprawne. Przy głównych drogach tlen i cień daje wiele dużych drzew. Na swoim terenie Malcanów prawie nie ma żadnych lasów, natomiast częściowo otoczony jest od północo-wschodu i północo-zachodu małymi lasami sąsiednich wsi. Graniczy z Gołębskim Lasem oraz położonym wzdłuż granicy wsi Dębskim Lasem (lasek obok Dąbrówki, czyli północnej części Malcanowa) i rosnącym prawie w sąsiedztwie, za drogą do Świdrów, laskiem Karpiny. W dolince Samicy występuje wąski pas łąk. Zabudowania wsi znajdują się w odległości na ogół kilkuset metrów od łąk i lasów.

## Położenie transportowe i administracyjne
Malcanów pobudowany jest się wzdłuż dwukilometrowego odcinka drogi powiatowej Łuków–Domaszewnica. Przez Jadwisin miejscowość posiada połączenie z drogą krajową 63 (2 km) i Gołąbkami, w kierunku północno-zachodnim – z drogą wojewódzką 808 w podmiejskiej wsi Świdry (3,5 km), a w kierunku południowym – z Kolonią Domaszewską. Są to połączenia drogami powiatowymi o nawierzchni bitumicznej. 
Malcanów graniczy z czterema samodzielnymi miejscowościami:
- Jadwisin – od wschodu;
- Gołąbki – od północo-wschodu;
- Świdry (powiat łukowski) – poprzez ich wschodnie kolonie: Pieńki, Dąbrówka, Pod Dębiną, Pod Wycinką – od północy; trzy wyżej wymienione to wsie gminy Łuków powiatu łukowskiego;
- Kolonia Domaszewska – od południa  oraz, poprzez kolonię Domaszki  –  od południo-zachodu; jest to obecnie wieś w gminie Ulan-Majorat powiatu radzyńskiego.

## Kultura i rekreacja
Ośrodkiem życia społecznego i kulturalnego jest Świetlica Wiejska (otwarta w 2014 r.).
Z Jadwisina przez Malcanów, następnie (przejeżdżając przez Kolonię Malcanów) Kolonię Domaszewską w kierunku Zofiboru przebiega odcinek rowerowego Szlaku Ziemi Łukowskiej.

## Z historii

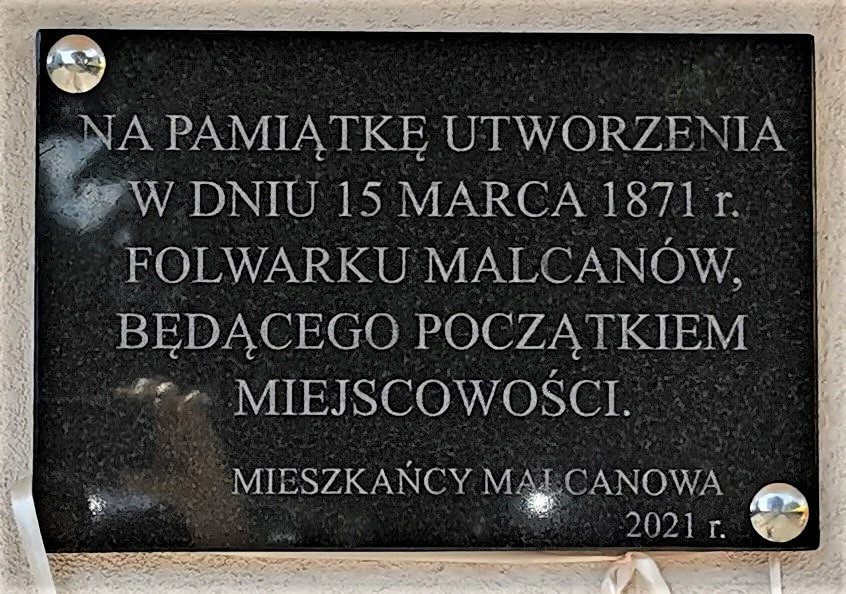
Tablica o początku Malcanowa (odsłonięta 27 VI 2021)
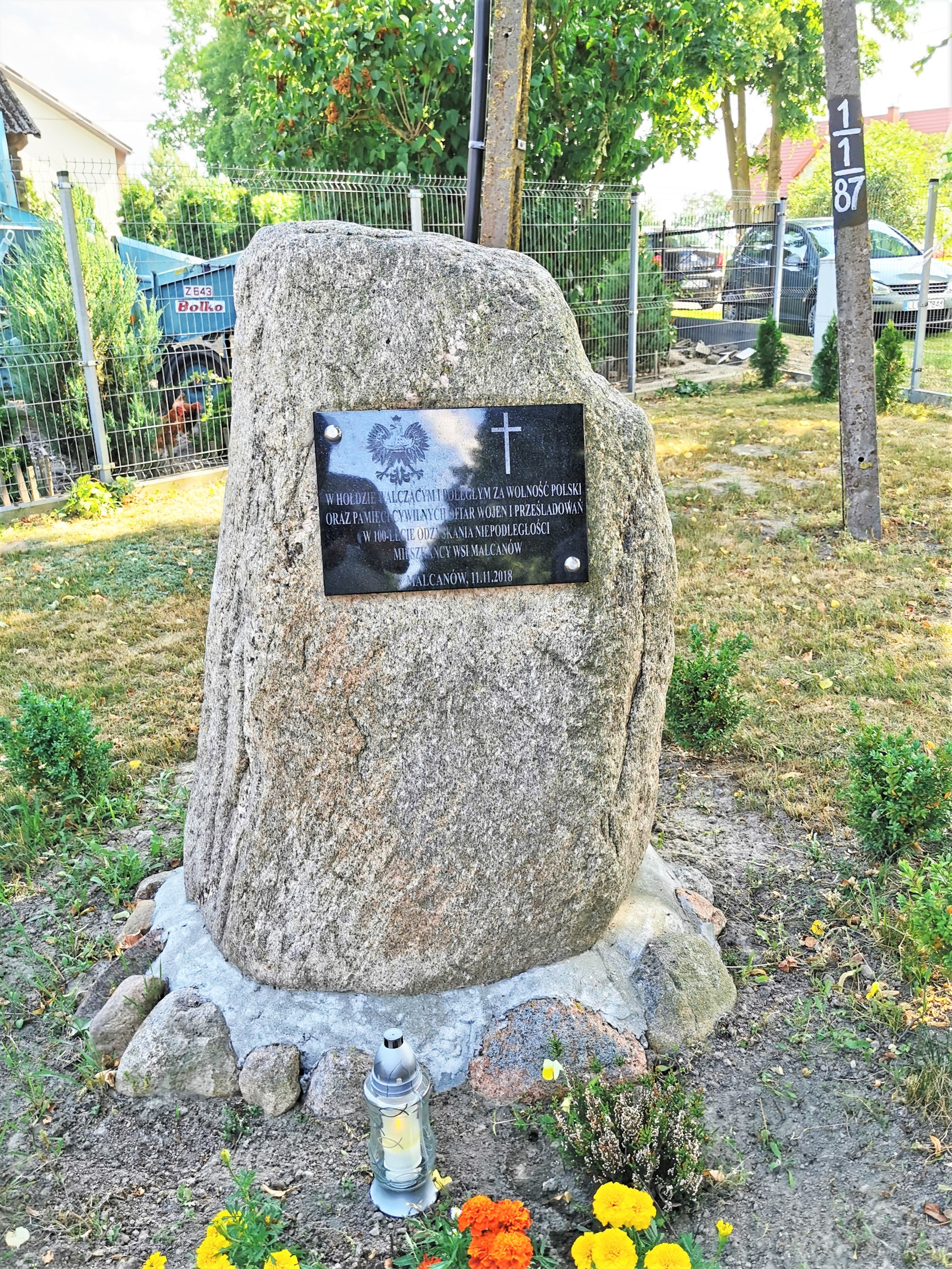
Tablica  z okazji 100 rocznicy odzyskania niepodległości

Na piaszczystym wzniesieniu w obrębie Łukowa, przy drodze z miasta do Domaszewnicy, w lesie powszechnie znanym jako Kierkut – w odległości 2,4 km na północ od granicy Malcanowa, 1,7 km od początku ulicy Domaszewskiej a 1,1 km od ronda w Alejach W. Jagiełły – znajduje się miejsce martyrologii części ludności żydowskiej, głównie z łukowskiego getta. Wcześniej krótko był tam cmentarz żydowski.